# Campionati mondiali di pugilato dilettanti femminile 2012
I Campionati mondiali di pugilato dilettanti femminile del 2012 si sono svolti, sotto la direzione dell'AIBA, a Qínhuángdǎo, Cina, dall'11 al 19 maggio. Gli incontri si sono disputati presso lo Stadio Olimpico di Qínhuángdǎo.
Il torneo, che comprende 10 differenti categorie di peso, è valso come qualificazione per il torneo di pugilato alle olimpiadi di Londra 2012.

## Calendario
La tabella sottostante riporta il calendario delle competizioni:
| Maggio |    |    |    |    |    |    |    |    |    |    |    |
| 9      | 10 | 11 | 12 | 13 | 14 | 15 | 16 | 17 | 18 | 19 | 20 |
| A      | A  | C  |    |    |    | 16 | QF |    | SF | F  | P  |

|  | Arrivo/Partenza delegazioni |  | Cerimonia di apertura |  | Preliminari, sedicesimi, quarti, semifinali |  | FINALI |

Il 17 maggio è stato osservato un giorno di riposo.

## Nazioni partecipanti
305 pugili da 70 nazioni hanno partecipato alla manifestazione.
- Afghanistan (3)
- Argentina (2)
- Armenia (2)
- Australia (7)
- Austria (1)
- Azerbaigian (2)
- Bielorussia (4)
- Bolivia (1)
- Brasile (6)
- Bulgaria (4)
- Canada (8)
- Rep. Ceca (3)
- Cina (10)
- Colombia (2)
- Corea del Nord (6)
- Corea del Sud (3)
- Costa Rica (1)
- Croazia (5)
- Danimarca (2)
- Rep. Dominicana (1)
- Filippine (3)
- Finlandia (3)
- Francia (9)
- Germania (7)

- Grecia (2)
- Guatemala (1)
- India (10)
- Indonesia (2)
- Irlanda (3)
- Israele (1)
- Italia (3)
- Giamaica (2)
- Giappone (6)
- Kazakistan (10)
- Kenya (6)
- Kirghizistan (1)
- Marocco (3)
- Messico (3)
- Mongolia (4)
- Nepal (2)
- Nigeria (3)
- Norvegia (4)
- Nuova Zelanda (7)
- Paesi Bassi (3)
- Polonia (7)
- Portogallo (1)
- Porto Rico (2)

- Regno Unito
  -  Inghilterra (4)
  -  Galles (3)
- Romania (8)
- Russia (10)
- Serbia (5)
- Slovacchia (1)
- Slovenia (1)
- Spagna (3)
- Sri Lanka (3)
- Stati Uniti (9)
- Sudafrica (3)
- Svezia (6)
- Svizzera (3)
- Tagikistan (3)
- Taipei cinese (5)
- Thailandia (6)
- Tunisia (3)
- Turchia (10)
- Ucraina (10)
- Ungheria (10)
- Uzbekistan (4)
- Venezuela (7)
- Vietnam (7)

## Risultati
| Categoria                  | Oro                 | Argento            | Bronzo                              |
| Pesi Mosca Leggeri (kg 48) | Josie Gabuco        | Xu Shiqi           | Nazym Kazibay Svetlana Gnevanova    |
| Pesi Mosca (kg 51)         | Ren Cancan          | Nicola Adams       | Karolina Michalczuk Elena Savelyeva |
| Pesi Gallo (kg 54)         | Alexandra Kuleshova | Terry Gordini      | Christina Cruz Liu Kejia            |
| Pesi Piuma (kg 57)         | Tiara Brown         | Sandra Kruk        | Svetlana Kamenova Lisa Whiteside    |
| Pesi Leggeri (kg 60)       | Katie Taylor        | Sofia Ochigava     | Mavzuna Čorieva Natasha Jonas       |
| Pesi Superleggeri (kg 64)  | Pak-Kyong Ok        | Magdalena Stelmach | Daria Abramova Mikaela Mayer        |
| Pesi Welter (kg 69)        | Maria Badulina      | Raquel Miller      | Marichelle de Jong Irina Poteyeva   |
| Pesi Medi (kg 75)          | Savannah Marshall   | Elena Vystropova   | Anna Laurell Nadezhda Torlopova     |
| Pesi Mediomassimi (kg 81)  | Yuan Meiqing        | Franchon Crews     | Timea Nagy Svetlana Kosova          |
| Pesi Massimi (kg +81)      | Li Yunfei           | Yuldus Mamatkulova | Kavita Chahal Irina Sinetskaya      |

## Medagliere
| Posizione | Paese          | Oro | Argento | Bronzo | Totale |
| --------- | -------------- | --- | ------- | ------ | ------ |
| 1         | Cina           | 3   | 1       | 1      | 5      |
| 2         | Stati Uniti    | 1   | 3       | 2      | 6      |
| 3         | Russia         | 1   | 1       | 7      | 9      |
| 4         | Inghilterra    | 1   | 1       | 2      | 4      |
| 5         | Corea del Nord | 1   | 0       | 0      | 1      |
| 5         | Filippine      | 1   | 0       | 0      | 1      |
| 5         | Irlanda        | 1   | 0       | 0      | 1      |
| 5         | Ucraina        | 1   | 0       | 0      | 1      |
| 9         | Polonia        | 0   | 2       | 1      | 3      |
| 10        | Azerbaigian    | 0   | 1       | 0      | 1      |
| 10        | Italia         | 0   | 1       | 0      | 1      |
| 12        | Bulgaria       | 0   | 0       | 1      | 1      |
| 12        | India          | 0   | 0       | 1      | 1      |
| 12        | Kazakistan     | 0   | 0       | 1      | 1      |
| 12        | Paesi Bassi    | 0   | 0       | 1      | 1      |
| 12        | Svezia         | 0   | 0       | 1      | 1      |
| 12        | Tagikistan     | 0   | 0       | 1      | 1      |
| 12        | Ungheria       | 0   | 0       | 1      | 1      |
| Totale    | Totale         | 10  | 10      | 20     | 40     |

## Qualificazioni per Londra 2012
25 pugili di 3 categorie di peso hanno conquistato la qualificazione alle olimpiadi di Londra 2012 sulla base dei risultati ottenuti nel corso dei mondiali.

### Pesi Mosca (51 kg)
| Continente | Quote | Paese         | Pugile                        |
| ---------- | ----- | ------------- | ----------------------------- |
| Africa     | 1     | Tunisia       | Maroua Rahali                 |
| America    | 2     | Stati Uniti   | Marlen Esparza                |
| America    | 2     | Venezuela     | Karlha Francesca Magliocco    |
| Asia       | 2     | Cina          | Ren Cancan                    |
| Asia       | 2     | India         | Chungneijang Mery Kom Hmangte |
| Europa     | 3     | Inghilterra   | Nicola Adams                  |
| Europa     | 3     | Polonia       | Karolina Michalczuk           |
| Europa     | 3     | Russia        | Elena Savelyeva               |
| Oceania    | 1     | Nuova Zelanda | Siona Fernandes               |

### Pesi Leggeri (60 kg)
| Continente | Quote | Paese         | Pugile                    |
| ---------- | ----- | ------------- | ------------------------- |
| Africa     | 1     | Tunisia       | Rim Jouini                |
| America    | 1     | Brasile       | Adriana Dos Santos Arajuo |
| Asia       | 2     | Tagikistan    | Mavzuna Čorieva           |
| Asia       | 2     | Kazakistan    | Saida Khassenova          |
| Europa     | 3     | Irlanda       | Katie Taylor              |
| Europa     | 3     | Russia        | Sofia Ochigava            |
| Europa     | 3     | Inghilterra   | Natasha Jonas             |
| Oceania    | 1     | Nuova Zelanda | Alexis Pritchard          |

### Pesi Medi (75 kg)
| Continente | Quote | Paese       | Pugile                                     |
| ---------- | ----- | ----------- | ------------------------------------------ |
| Africa     | 1     | Nigeria     | Edith Agu Ogoke                            |
| America    | 2     | Brasile     | Roseli Amaral Feitosa                      |
| America    | 2     | Stati Uniti | Claressa Maria Shields                     |
| Asia       | 1     | Cina        | Jinzi Li                                   |
| Europa     | 3     | Inghilterra | Savannah Marshall                          |
| Europa     | 3     | Azerbaigian | Elena Vystropova                           |
| Europa     | 3     | Russia      | Nadezhda Torlopova                         |
| Oceania    | 1     | Australia   | Naomi-Lee Ruth Millicent Fischer-Rasmussen |